# Iwan Nummers
Iwan Pietrowicz Nummers (ros. Иван Петрович Нуммерс, zm. po 1781) – generał porucznik wojsk rosyjskich. 
W 1768 uczestnik walk z konfederacją barską. Odznaczony Orderem Orła Białego (1769), holsztyńskim Orderem św. Anny (1760), rosyjskim Orderem św. Aleksandra Newskiego (1767).